# Саймон говорит
«Саймон говорит» (англ. Simon Says) — детская игра, в которой участвуют от трёх человек, популярная прежде всего в англоговорящих странах. Один игрок, ведущий, берёт на себя роль «Саймона» и отдаёт приказы остальным игрокам в таком ключе: «Саймон говорит: сделай то-то»; как правило, это простые активные действия, например, «подпрыгни», «похлопай в ладоши» «станцуй» и т. п. Остальные игроки должны не задумываясь исполнить приказ. Суть состоит в том, что приказ должен обязательно начинаться со слов «Саймон говорит…», в противном случае его исполнять нельзя, и если кто-то из игроков сделает это, он выбывает. Также если игрок, замешкавшись, не сразу исполняет верно отданный приказ, он также выходит из игры. Приказы должны быть простые, чтобы их можно было мгновенно выполнить, а ведущий задаёт их как можно быстрее, чтобы как можно раньше выбить из игры участников. Последний оставшийся игрок побеждает. Также может возникнуть ситуация, когда последние оставшиеся участники выполняют неверный приказ и выбывают вместе, тогда победившим считается сам «Саймон».
В игре важно внимательно слушать и быстро исполнять приказы, поэтому считается, что игра повышает внимательность и реакцию детей.